# Jacques de Brion
Jacques de Brion Baron de Lux (* 1667; † 24. April 1728 in Memel) war ein preußischer Generalmajor und Chef des Garnisonsregiment Nr. 1. Er war seit dem 1. August 1721 Besitzer des Gutes Götzhöfen (Brionischken) in Litauen.

## Leben
Er gehörte zu den französischen Flüchtlingen die 1686 die nach Aufhebung des Edikts von Nantes nach Brandenburg gekommen sind. Er trat dann jung in kurbrandenburger Kriegsdienste. Bereits 1688 war er Leutnant im Regiment „Varenne“. Am 27. Juni 1691 wurde er Hauptmann im Infanterieregiment „Alt-Dönhof“ Nr. 2, im April 1704 wurde er Major, am 10. Juni 1710 Oberstleutnant und am 16. Januar 1711 Oberst. Im Jahr 1714 übernahm er das Garnisonsregiment Nr. 1. Am 30. Mai 1718 wurde er zum Generalmajor befördert und am 1. Januar 1722 wurde er zum Kommandanten der Festung Memel ernannt. Er starb dort im April 1728.

### Familie
Seine erste Frau war Charlotte-Rose de Caumont de La Force (1650–1724). Ihr Vater war der Maréchal de camp Franz de Caumont Marquis de Castelmoron. Die Ehe wurde aber bereits nach zehn Tagen wieder geschieden.
In Brandenburg heiratete er Charlotte Florentine von Dobrizikowsky und Malijowa († 13. März 1767) aus dem Haus Blumerode (Neumarkt in Schlesien). Sie war die Witwe des Majors von Rummel. Sein Bruder Jakob de Brion († 1718) war mit Benigna Dobrizikowsky verheiratet. Aus der Ehe des Karl de Brion Ehe stammen:
- Amalie (* 9. August 1708)
- Charlotte Elisabeth († 12. Januar 1788)
- Luise Charlotte (* 23. Dezember 1717; † 1750) ⚭ Friedrich Eduard von Prök, Erbherr auf Gurnen
- Friedrich Wilhelm († 1756), Erbherr von Götzhöfen ⚭  Anna Amalie von Grothus († 1756) (Tochter von Johann Gebhard von Grotthus auf Podollen)
- Albrecht Christoph (* 1. August 1720)
- Elisabeth (* 1722; † 22. September 1743)
- Magdalene Sophia (* 10. Juni 1726)